# Чочария

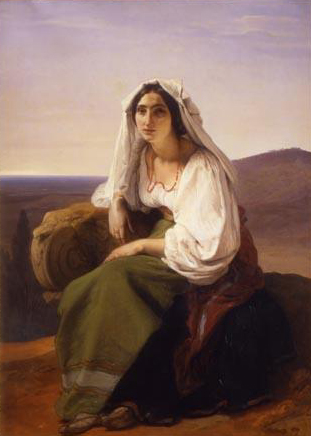
Франческо Айец «Чочара» (женщина из Чочарии)

Чочария (итал. Ciociarìa или Ciocerìa; [tʃotʃaˈɾiːa]) — название региона без определённых границ в области Лацио, к юго-востоку от Рима. Во время фашистского режима название Чочария стало ошибочно использоваться местной прессой как синоним провинции Фрозиноне, созданной в 1927 году, и общности народных традиций на её территории. Агентство по развитию туризма Фрозиноне продолжает идентифицировать Чочарию с территорией провинции.

## Название

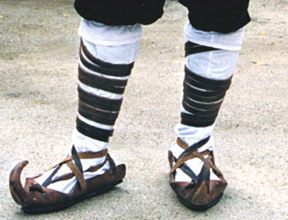
Чоча

Имя региона произошло от названия характерной примитивной обуви местных жителей — чоча (итал. ciocia, мн. ciocie). В настоящее время эта обувь не используется в повседневной жизни, но остаётся традиционным символом. Впервые Чочария фигурирует в официальных документах Папской области, на карте которой так назван регион в провинции Кампанья-е-Мариттима. Другие источники указывают, что вариант Чочерия (Ciocerìa) использовался с XVIII века.

## География
Географические и этнографические границы Чочарии до сих пор точно не установлены. Административно этот регион был известен под названиями Лацио, Кампанья-и-Мариттима или Римская Кампанья, а серьёзных исследований по этому вопросу не проводилось до начала XIX века. Первый систематический анализ был предпринят в 1916 году Аделе Бьянки, которая в публикации Географического института Де Агостини определила Чочарию как регион, включающий Валле-дель-Сакко, Монти-Эрничи, внутренние склоны Монти-Аузони и часть Монти-Лепини, что в общих чертах соответствовало будущему административному округу Фрозиноне. Через несколько лет появился ряд исследований фашистских интеллектуалов, нередко смешивавших географические и этнографические работы с политическими идеями, и пытавшихся выделить особую «чочарскую расу» (razza ciociara), чем внесли ещё большую путаницу в вопрос о границах Чочарии. В Итальянской энциклопедии 1930 года на основе переработанных и дополненных исследований Бьянки утверждалось, что Чочария также включает в себя часть административного округа Сора и долины реки Рапидо, но в отличие от мнения, поддерживаемого фашистами, является чисто географическим регионом без этнографической идентичности.

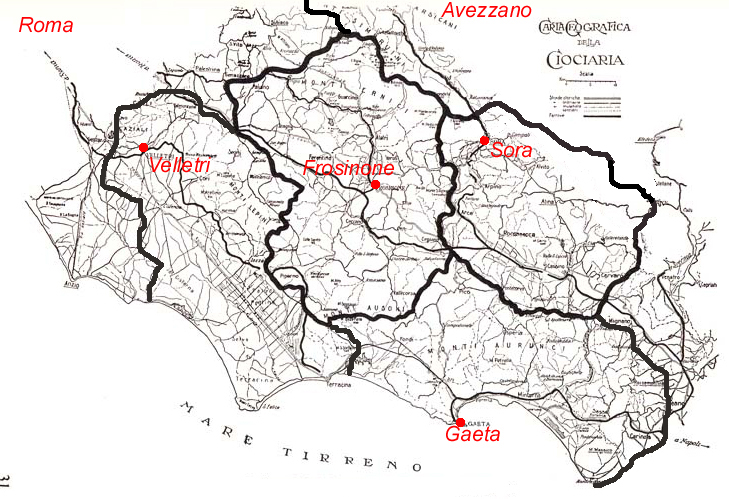
Согласно исследованиям Чиполлы Чочария находится в пределах исторических округов Фрозиноне, Гаэта, Сора и Веллетри

После Второй мировой войны термин «Чочария» использовался местными властями для пропаганды общей идентичности жителей провинции Фрозиноне, а в работах различных авторов поднимался вопрос обоснованности существования обособленного исторического региона, его характеристик и границ. В топонимических и антропологических исследованиях, появлявшихся с начала 1960-х годов, делались предположения об идентификации Чочарии с территорией от Лириса до области Кастелли-Романи (Castelli Romani) к юго-востоку от Рима, древней провинцией Кампанья-е-Маритима, провинцией Фрозиноне или даже большей частью южного Лацио.